# Stazione di Lisbona Cais do Sodré
Cais do Sodré è una delle stazioni di Lisbona, in Portogallo. Costituisce il polo multimodale tra la rete fluviale della compagnia Transtejo, la Linea Verde della Metropolitana di Lisbona e i treni suburbani della linea di Cascais.

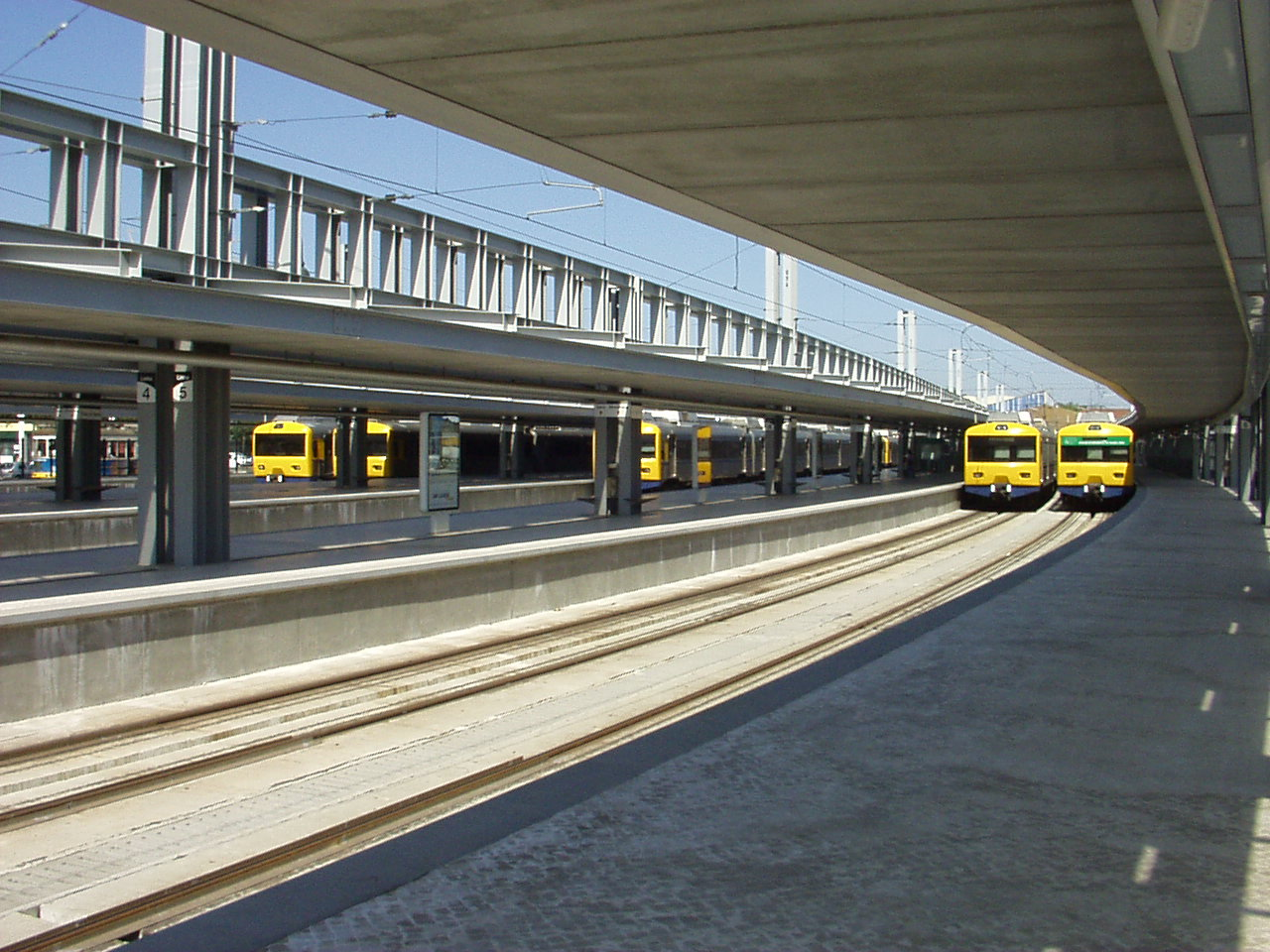
Treni suburbani fermi nei binari 5 e 6

## Storia

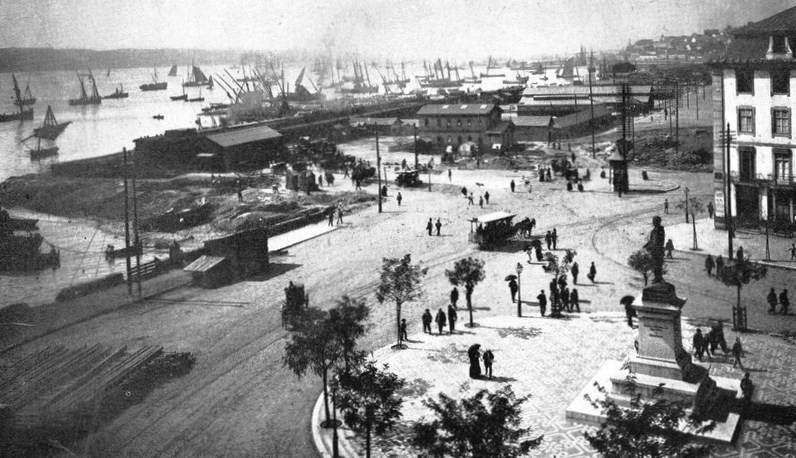
La stazione in origine; immagine di fine XIX secolo

La stazione venne aperta il 4 settembre del 1895 in seguito al prolungamento della Linha de Cascais che era stata inaugurata il 6 dicembre 1890.
Nel 1902 la compagnia reale delle ferrovie portoghesi dotò la stazione di alcune sale di attesa per i passeggeri.
Nel 1926 fu ricostruito l'edificio di stazione su progetto dell'architetto Pardal Monteiro in seguito all'ammodernamento della linea di Cascais mantenendo l'aspetto sobrio e allo stesso tempo monumentale dell'edificio. Il 15 agosto dello stesso anno partiva la prima composizione a trazione elettrica, con l'inaugurazione dell'elettrificazione della linea di Cascais.
Il 28 maggio 1963 un crollo improvviso di parte della copertura interna della stazione, che era stata rinforzata in cemento nella seconda metà degli anni cinquanta provocò 49 morti e circa 40 feriti.
Il 29 maggio 1998 la stazione venne chiusa temporaneamente in seguito ad uno sciopero proclamato dagli operatori del Caminhos de Ferro Portugueses..
La stazione venne riaperta il 18 agosto del 1998. Nei primi anni del XXI secolo l'impianto storico è stato oggetto di una profonda ristrutturazione.

## Strutture e impianti
Nel gennaio 2011 è stata dotata di 6 binari di circolazione della lunghezza di 287÷298 m; le banchine di 206÷220 m di lunghezza sono state costruite con altezza di 110 cm rispetto al piano del ferro.
Il 7 novembre 2012 l'edificio antico è stato classificato "Monumento di pubblico interesse".
Nei primi anni duemila la stazione è stata oggetto di ampliamenti e ammodernamenti su progetto degli architetti Pedro Botelho e Nuno Teotónio Pereira (per i quali hanno ricevuto il Prémio Valmor nel 2008). L'adiacente stazione della metro è stata decorata con alcuni lavori dell'artista astratto António Dacosta.
Il complesso è situato nella Praça Duque da Terceira nel centro di Lisbona sulla riva del fiume Tago.

## Movimento

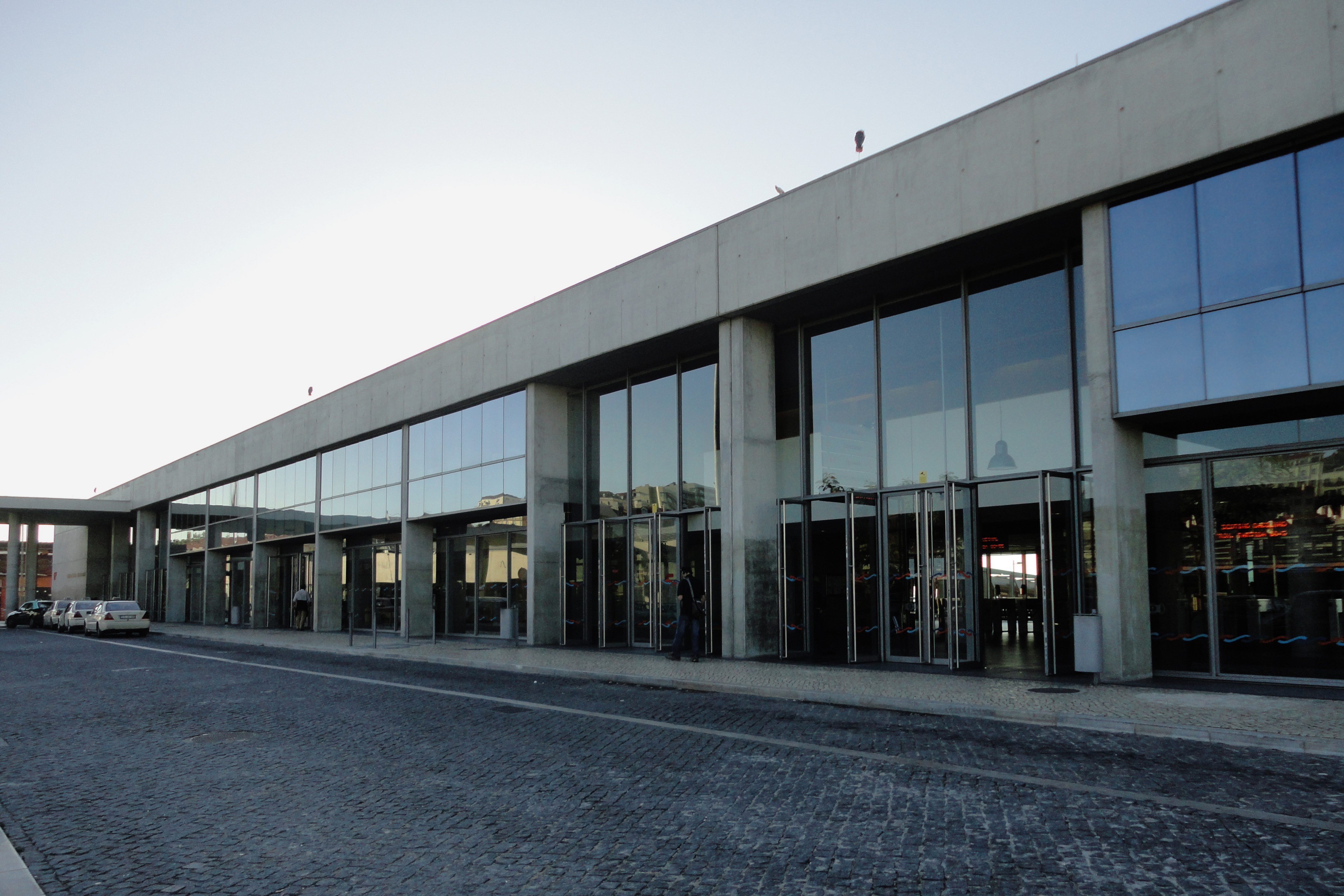
Terminale fluviale Cais do Sodré

L'impianto costituisce un polo di interscambio tra i servizi fluviali per Cacilhas, Seixal e Montijo operati dalla compagnia Transtejo.
Il terminale della metropolitana permette l'interscambio con i convogli della Linea Verde della Metropolitana di Lisbona.
La stazione è origine dei servizi suburbani per Cascais.

## Servizi
- Biglietteria a sportello
- Biglietteria automatica
- Deposito bagagli automatico
- Ufficio oggetti smarriti
- Servizi igienici

- Ufficio informazioni turistiche
- Bar
- Ristorante
- Centro commerciale